# Кютінен Данило Іванович
Дани́ло Іва́нович Кю́тінен (фін. Daniel Ivaninpoika Kytönen; 1883, Російська імперія — 3 лютого 1942, Ленінград, СРСР) — пекар із Ленінграда, фін за національністю. Відомий тим, що, працюючи на хлібозаводі під час блокади Ленінграда, помер від виснаження прямо на робочому місці, не дозволивши собі з'їсти ані грама хліба, що він випікав.

## Біографія
Народився 1883 року (за деякими даними, в Санкт-Петербурзі, в сім'ї російських фінів). Проживав у Ленінграді на Великоохтинському проспекті, будинок 68. Все життя пропрацював пекарем.
У роки блокади Ленінграда Данило Кютінен працював на хлібозаводі (за низкою свідчень, на Левашовському хлібозаводі), випікаючи хліб для жителів обложеного міста. Умови роботи були вкрай важкими: в цехах взимку стояв мороз, і, щоб тісто піднялося, пекарі палили багаття прямо в приміщеннях і укутували тісто ватниками. Незважаючи на те, що Фінляндія була союзником нацистської Німеччини, Кютінену, етнічному фіну, було довірено виробництво хліба.
3 лютого 1942 року у віці 59 років Данило Кютінен помер від дистрофії (голоду) на своєму робочому місці, біля печі. У свідоцтві про смерть, виданому 4 лютого 1942 року, причиною загибелі вказана дистрофія. Він не дозволив собі з'їсти ані грама хліба, що він випікав, аби зберегти власне життя.
Ім'я Данила Кютінена внесено до Книги пам'яті блокади Ленінграда. За одними даними, похований на Шуваловському цвинтарі. За іншими відомостями, зокрема, зазначеними у Книзі Пам'яті (том 17), місцем поховання є Піскаревський цвинтар (братська могила). Запис у Книзі пам'яті вказує: «Кютінен Данило Іванович, 1883 р.н. Місце проживання: Великоохтинський пр., буд. 68. Дата смерті: лютий 1942. Місце поховання: Піскаревський цв. (Блокада, т. 17)».

## Подвиг і пам'ять
Вчинок Данила Кютінена розцінюється як прояв високого героїзму, сили духу та самопожертви. Його історія стала одним із символів трагедії та мужності ленінградців у роки блокади. Про нього згадується, наприклад, у книзі «Абетка блокадного Ленінграда» Євгена Лукіна.
У публікаціях та громадських обговореннях порушувалося питання про відсутність у Санкт-Петербурзі меморіальної дошки на честь Данила Кютінена.